# カゴメ格子

2Dカゴメ格子

籠目

カゴメ格子 (kagome lattice) は、結晶格子などにみられる原子などが籠目状に配列したパターンを言う。格子と呼ばれるが、それは数学的な格子よりも三角形・六角形タイリング（三角形と六角形による平面充填）に密接に関係している。
鉄ミョウバン石やハーバートスミス石、バナジン銅鉱などのいくつかの鉱物の結晶構造は原子配置がカゴメ格子になっている。これらの鉱物は、幾何学的な磁気フラストレーションに結びつく珍しい物性を示す。この語は、科学文献、特に二次元もしくは三次元の磁気特性の研究においてよく使われる。
カゴメ格子という語は、庄司一郎とともに研究をしていた伏見康治が1951年に命名した。この言葉が使われた最初の論文はPhysics Todayに掲載された。
ソフトマター物理学やナノテクノロジーではコロイドの自己組織化が盛んに研究されているが、2011年にはカゴメ格子結晶を自己組織化により形成するヤヌス粒子のコロイドが発表され、その格子に存在する疎水性と親水性の二種類の細孔を利用して更に大きな構造を作ることが期待されている。